# Linia kolejowa 153 Kiskőrös – Kalocsa
Linia kolejowa Kiskőrös – Kalocsa – linia kolejowa na Węgrzech. Jest to linia jednotorowa, w całości niezelektryfikowana. Łączy stację Kiskőrös z Kalocsa. 

## Historia
Linia została 5 grudnia 1882.